# Primera División de Venezuela 1960
La temporada 1960 de Primera División fue la cuarta temporada de la máxima categoría del Fútbol Profesional Venezolano.

## Historia
El campeón de Liga fue el Club Deportivo Portugués, consiguiendo su 2º título. Mientras que el Deportivo Español fue el vicecampeón.
El máximo goleador fue el español Jesús Iglesias, del Club Deportivo Portugués con 9 goles.
Como dato curioso, los cuatro equipos participantes eran de colonias: Celta (Galicia, España), Deportivo Español, Deportivo Portugués y Deportivo Italia.

## Primera ronda
| Pos | Equipo              | J | G | E | P | GF | GC | DG | Ptos |
| --- | ------------------- | - | - | - | - | -- | -- | -- | ---- |
| 1   | Deportivo Portugués | 3 | 3 | 0 | 0 | 9  | 3  | 6  | 6    |
| 2   | Deportivo Italia    | 3 | 2 | 0 | 1 | 6  | 3  | 3  | 4    |
| 3   | Deportivo Español   | 3 | 1 | 0 | 2 | 3  | 6  | -3 | 2    |
| 4   | Deportivo Celta     | 3 | 0 | 0 | 3 | 3  | 9  | -6 | 0    |

|  | Clasificado a la Final |

### Resultados
| Deportivo Portugués | 4 - 1 | Deportivo Celta   | Olímpico de la UCV | 6 de marzo  |
| Deportivo Italia    | 2 - 0 | Deportivo Español | Olímpico de la UCV | 13 de marzo |

| Deportivo Portugués | 3 - 1 | Deportivo Español | Olímpico de la UCV | 19 de marzo |
| Deportivo Italia    | 3 - 1 | Deportivo Celta   | Olímpico de la UCV | 20 de marzo |

| Deportivo Español   | 2 - 1 | Deportivo Celta  | Olímpico de la UCV | 26 de marzo |
| Deportivo Portugués | 2 - 1 | Deportivo Italia | Olímpico de la UCV | 27 de marzo |

## Segunda ronda
| Pos | Equipo              | J | G | E | P | GF | GC | DG | Ptos |
| --- | ------------------- | - | - | - | - | -- | -- | -- | ---- |
| 1   | Deportivo Español   | 3 | 2 | 1 | 0 | 6  | 3  | 3  | 5    |
| 2   | Deportivo Portugués | 3 | 2 | 1 | 0 | 9  | 2  | 7  | 5    |
| 3   | Deportivo Italia    | 3 | 1 | 0 | 2 | 4  | 5  | -1 | 2    |
| 4   | Deportivo Celta     | 3 | 0 | 0 | 3 | 3  | 12 | -9 | 0    |

|  | Clasificado a la Final |

### Resultados
| Deportivo Portugués | 1 - 0 | Deportivo Italia | Olímpico de la UCV | 2 de abril |
| Deportivo Español   | 2 - 1 | Deportivo Celta  | Olímpico de la UCV | 3 de abril |

| Deportivo Italia    | 3 - 1 | Deportivo Celta   | Olímpico de la UCV | 9 de abril  |
| Deportivo Portugués | 1 - 1 | Deportivo Español | Olímpico de la UCV | 10 de abril |

| Deportivo Español   | 3 - 1 | Deportivo Italia | Olímpico de la UCV | 23 de abril |
| Deportivo Portugués | 7 - 1 | Deportivo Celta  | Olímpico de la UCV | 24 de abril |

### Partido de desempate
| Deportivo Español | 1 - 0 | Deportivo Portugués | Olímpico de la UCV | 30 de abril |

## Final
| 6 de mayo de 1960 | Deportivo Portugués | 3:0 | Deportivo Español | Olímpico de la UCV, Caracas |  |

| 8 de mayo de 1960 | Deportivo Español | 0:3 (Global 0:6) | Deportivo Portugués | Olímpico de la UCV, Caracas |  |

Deportivo Portugués

Campeón